# Trương Mẫn (Đông Hán)
Trương Mẫn (chữ Hán: 张敏), tên tự là Bá Đạt, người huyện Mạc (鄚), quận Hà Gian , là quan viên, tam công nhà Đông Hán trong lịch sử Trung Quốc. Ông đã phục vụ 4 đời hoàng đế: Chương, Hòa, Thương, An.

## Sự nghiệp
Năm Kiến Sơ thứ 2 (77) thời Hán Chương đế, Mẫn được cử Hiếu liêm, trải qua 4 lần thăng chức, vào năm thứ 5 (80) được làm đến Thượng thư.
Giữa niên hiệu Kiến Sơ, có kẻ đánh đập người ta, bị con trai của người ấy giết chết; Chương đế tha chết cho bị cáo, giáng tội danh của anh ta xuống 1 cấp, người đời sau lấy đó làm lệ. Thời Hán Hòa đế, triều đình muốn định lệ làm luật, gọi là Khinh Vũ pháp. Mẫn phản bác việc này, triều đình không xét, ông lại dâng sớ, cực lực biện giải, Hòa đế nghe theo.
Năm Vĩnh Nguyên thứ 9 (97), Mẫn được bái làm Tư lệ hiệu úy, coi việc 2 năm, được thăng làm Nhữ Nam thái thú. Mẫn làm việc thanh liêm, kiệm ước, không phiền nhiễu, sử dụng hình phạt vừa phải, được khen là giỏi cai trị.
Sau đó Mẫn có tội, chịu miễn quan. Năm Duyên Bình đầu tiên (106) thời Hán Thương đế, Mẫn được bái làm Nghị lang, thăng trở lại làm Dĩnh Xuyên thái thú.
Năm Vĩnh Sơ đầu tiên (107) thời Hán An đế, Mẫn được chinh bái làm Tư không, ở chức luôn giữ gìn luật pháp. Mẫn coi việc 3 năm, lấy cớ có bệnh xin nghỉ, triều đình không đồng ý. Mùa xuân năm thứ 6 (112), Mẫn tham gia lễ Đại xạ, khi ngồi xuống thì bị ngã lăn, nên được bãi chức.
Mẫn bệnh nặng, mất ở nhà, không rõ khi nào.